# Web Map Service
Web Map Service (WMS; em português, Serviço de Mapa pela Internet) é um protocolo padrão desenvolvido pelo Open Geospatial Consortium em 1999 para servir como georreferência de imagens de mapa na Internet.
A norma "WMS 1.1.1" especifica como os servidores de mapas devem descrever e disponibilizar a sua informação geográfica. A especificação de contexto estabelece a forma como um grupo de um ou mais mapas transferidos de um ou mais servidores deve ser descrita num formato portável e multi-plataforma para armazenamento num repositório ou para transferência entre aplicações. Esta descrição é conhecida como Web Map Context Document, ou simplesmente como contexto. 
Atualmente, os documentos de contexto são projetados para serviços de WMS. Contudo, a expansibilidade do formato permite que existam ligações futuras com outros serviços. Um documento de Context inclui informação acerca dos servidores que disponibilizaram as camadas que compõem o mapa, a área de visualização e a projeção partilhada por todos os mapas. Esta informação é suficiente para a aplicação reproduzir o mapa, contudo é adicionada informação auxiliar para descrever os mapas e a sua proveniência, para benefício de seus utilizadores. Esta especificação usa como estruturação XML e existem inúmeras utilizações possíveis para documentos Context:
- Pode disponibilizar vistas de inicialização por defeito a classes de utilizadores. Um documento deste gênero teria um tempo de vida extenso e acesso público.
- Pode guardar o estado da visualização de uma aplicação, enquanto o utilizador navega e modifica as camadas do mapa.
- Consegue manter não apenas as definições atuais mas também informação adicional acerca de cada camada (como estilos disponíveis, formatos, SRS, etc.) para evitar que o mapa seja requisitado de novo ao servidor assim que o utilizador seleciona uma camada.
- Pode ser mantido o estado atual numa aplicação quando da sua transferência para uma aplicação diferente onde é possível continuar com o mesmo contexto.

## Servidores WMS portugueses
IGP 
- Corine land cover
- Carta Administrativa Oficial de Portugal – Continente, Madeira e Açores
- CRIF Carta de Risco de Incêndio Florestal
- sc500k - Carta de Portugal Continental à escala 1:500 000
- mdt50m - Modelo Digital de Terreno
- vgs - Rede Geodésica Nacional – Continente
- Atlas Web Services desactivados

IGeoE
- Carta Militar Itinerária 1:500 000 Continente
- Cartas Militares de Portugal - 1:500 000 e 1:250 000 do Continente e Regiões autónomas

SNIRH
- Atlas da Água

ULHT CESU
- Atlas Interactivo do Alentejo (Portugal), Algarve (Portugal) e Andaluzia (Espanha). Integrado no projecto ITERREG III B - MEDOC - Technolangue

SIPA
- Sistema de Informação para o Património Arquitetónico (Património Protegido; Edifícios; Património Português no Estrangeiro)